# Kronenflucht
Die Kronenflucht bezeichnet in der Zahnmedizin einen Winkel zwischen der Achse der Zahnkrone und der Wurzelachse.
Sie gehört zusammen mit dem Winkelmerkmal, dem Wurzelmerkmal und dem Krümmungsmerkmal zu den Zahnmerkmalen und ermöglicht die Zuordnung eines Zahnes zum Ober- oder Unterkiefer.
Besonders stark ausgeprägt ist die Kronenflucht im Seitenzahngebiet des Unterkiefers, wo die Kronen nach lingual (zur Zunge hin) „flüchten“. Im Seitenzahngebiet des Oberkiefers „neigen“ sich die Kronen nur leicht nach bukkal (zur Wange hin). Durch die Kronenflucht wird die Kraft, welche für die Nahrungszerkleinerung aufgebracht werden muss, an die physiologischen Gegebenheiten des Kiefergelenks angepasst, da nur so eine effiziente Mahlbewegung möglich ist.
Eine Vernachlässigung der Kronenflucht bei umfangreichen Veränderungen der Kauflächen mehrerer oder aller Zähne kann darum auch zu Kiefergelenksproblemen führen.
Mit der Kronenflucht der Zähne wird die Wilson-Kurve gebildet.